# Eupholidoptera kykladica
Eupholidoptera kykladica är en insektsart som beskrevs av Willemse, F.M.H. och L.P.M. Willemse 2008. Eupholidoptera kykladica ingår i släktet Eupholidoptera och familjen vårtbitare. Inga underarter finns listade i Catalogue of Life.